# Чеславский, Василий Владимирович
Васи́лий Влади́мирович Чесла́вский (4 (16) января 1875 — не ранее 1937) — русский и украинский офицер-кавалерист, участник похода в Китай, русско-японской, Первой мировой и гражданской войн, Георгиевский кавалер; полковник (1914), генеральный хорунжий (1918), генерал-майор (1919), белоэмигрант в США.

## Биография

Подполковник Чеславский
(1913/1914 год)

Из дворян Полтавской губернии. Православного вероисповедания.
Общее образование получил в Прилукской классической гимназии (окончил курс).

### В Русской императорской армии
В ноябре 1893 года вступил в военную службу на правах вольноопределяющегося и был зачислен рядовым в 49-й пехотный Брестский полк, расквартированный в Севастополе. В следующем году был удостоен унтер-офицерского звания и в августе 1895 года командирован на учёбу в Одесское пехотное юнкерское училище, полный курс которого окончил в 1897 году по 1-му разряду и в звании подпрапорщика возвратился в свой полк. В ноябре того же года произведен в подпоручики, служил младшим офицером роты.
В мае 1898 года был переведен в сформированный в Порт-Артуре из прибывших туда подразделений Одесского и Киевского военных округов 11-й Восточно-Сибирский стрелковый полк, в составе которого принимал участие в подавлении восстания в Китае.
В августе 1901 года подпоручик Чеславский был переведен в действовавший в Квантунской области 1-й Верхнеудинский полк Забайкальского казачьего войска, с переименованием в хорунжие. В августе 1902 года произведен в сотники.
В составе казачьего 1-го Верхнеудинского полка принимал участие в Русско-японской войне. За боевые отличия был досрочно произведен в подъесаулы, затем в есаулы, и награждён четырьмя боевыми орденами, в том числе высшей военной наградой Российской империи для обер-офицеров — орденом Святого Георгия 4-й степени. Командовал 3-й сотней полка. После войны служил в Иркутске, куда был переведен полк.
В 1908 году окончил курс Инструкторского отдела Офицерской кавалерийской школы на «отлично».
За отличие по службе досрочно, в ноябре 1908 года, произведен в войсковые старшины, в декабре того же года переведен в 3-й драгунский Новороссийский полк (г. Ковна), с переименованием в подполковники. Командовал эскадроном, с 16.12.1909 — помощник командира полка.
В марте 1911 года подполковник Чеславский был переведен в Приморский драгунский полк, расквартированный в селе Новокиевское Приморской области. С 24.03.1912 — помощник командира полка по хозяйственной части.
На декабрь 1913 года — был женат на Александре Владимировне, православного вероисповедания; супруги имели 5 детей (двоих сыновей 13 и 12 лет и трёх дочерей 7, 2, 1 лет).
В мае 1914 года Чеславский был произведен в полковники, с переводом в 10-й гусарский Ингерманландский полк (г. Чугуев, Харьковской губернии).
Участник Первой мировой войны в составе своего 10-го гусарского полка (10-я кавалерийская дивизия 10-го армейского корпуса, затем 3-го конного корпуса; Юго-Западный фронт, в 1917 году — Румынский фронт), помощник командира полка. 30.05.1915 был контужен.
В июле 1916 года был назначен командиром 10-го гусарского Ингерманландского полка, а в мае 1917 года — командующим 2-й бригадой 10-й кавалерийской дивизии, в состав которой входил его полк.

### В украинской армии
По заключении Брестского мира и возвращении остатков дивизии в Харьковскую губернию, на довоенное место постоянной дислокации, в марте 1918 года поступил на службу в создаваемую армию Украинской народной республики (переименованной, с приходом в апреле 1918 года к власти гетмана Скоропадского, на Украинскую державу). Был назначен начальником 2-й Волынской конной дивизии, формируемой на Волыни на основе украинизированного кадра 7-й кавалерийской дивизии бывшей Русской императорской армии, и произведен в генеральные хорунжие украинской армии (утверждён в чине 09.11.1918 со старшинством с 06.05.1917).
В ноябре-декабре 1918 года, во время антигетманского восстания, оставаясь верным гетману Скоропадскому, во главе офицерского отряда из состава своей 2-й конной дивизии и Волынского корпуса украинской гетманской армии, принял активное участие в ликвидации повстанческих отрядов петлюровцев в районе Житомира, Бердичева, Коростеня, под Киевом.

### В «белой» армии
После отречения гетмана Скоропадского от власти, в январе 1919 года присоединился к российскому «белому» движению. С марта 1919 служил в сводном отряде Вооружённых сил Юга России. Имел чин генерал-майора. Был ранен; 8 марта 1920 года эвакуирован из Новороссийска на корабле «Херсон» в Пирей (Греция).

### В эмиграции
Эмигрировал в США. С 1933 по 1937 годы проживал в Чикаго.

## Сочинения
- В 1937 году в Чикаго вышла книга (мемуары) Чеславского «67 боёв 10-го гусарского Ингерманландского полка»[14].

## Награды
Чины:
- Подъесаул (Приказ от 02.11.1904), — …за отличия в делах против японцев
- Есаул (Приказ от 25.09.1905, со старшинством с 18.06.1905), — …за отличия в делах против японцев
- Войсковой старшина (ВП от 26.11.1908), — …за отличие по службе

Ордена:
- Орден Святой Анны 4-й степени с надписью «За храбрость» (ВП от 02.12.1902), — …за отличия в делах против китайцев
- Орден Святого Владимира 4-й степени с мечами и бантом (1904; утв. ВП от 22.08.1904), — …за отличия в делах против японцев
- Орден Святого Станислава 2-й степени с мечами (1904; утв. ВП от 06.10.1904), — …за отличия в делах против японцев
- Орден Святой Анны 2-й степени с мечами (1905; утв. ВП от 06.05.1906), — …за отличия в делах против японцев
- Орден Святого Георгия 4-й степени (1905; утв. ВП от 12.02.1907), — …получив приказание 7 мая 1905 года выбить японцев из деревни, где они занимали позицию с двумя пулемётами, атаковал их в пешем строю, окружил занятую деревню, и когда японцы стали отступать, преследовал их сначала в пешем строю, а когда подошли коневоды — в конном, изрубив всю роту. А затем в тот же день, вторично посланный с таким же поручением, успешно выполнил его, отрезав занимавшим деревню японцам путь отступления и заставив их в числе 132 человек сдаться в плен.[15]
- Орден Святого Владимира 3-й степени с мечами (ВП от 20.02.1915), — …за отличия в делах против неприятеля

Наградное оружие:
- Георгиевское оружие (ВП от 24.02.1915), — …за то, что 23 сентября 1914 года, когда было обнаружено наступление неприятеля в значительных силах и обход им правого фланга дивизии, по собственной инициативе с тремя эскадронами полка отбросил передовые части противника и, заняв позицию, задержал наступление более чем полка неприятельской пехоты. [16]

Благоволение монарха:
- Высочайшее благоволение (ВП от 06.04.1915), — …за отличия в делах против неприятеля

Медали:
- Медаль «За поход в Китай» (1901)
- Медаль «В память русско-японской войны» (1906)
- Медаль «В память 100-летия Отечественной войны 1812 года» (1912)
- Медаль «В память 300-летия царствования Дома Романовых» (1913)

Иностранные награды:
- Румынский орден Короны Румынии, офицерский крест (1917)